# Cornish Művészeti Főiskola
A Cornish Művészeti Főiskola az USA Seattle városában található magánintézmény, amelyet 1914-ben alapított Nellie Cornish.

## Története
A Cornish Zeneintézetet 1914-ben alapította Nellie Cornish zongoratanár, aki 1939-ig az igazgatói posztot is betöltötte. Az intézmény a Broadway és Pine utcák sarkán található épületben működött. Cornish az oktatásban kezdetben a Montessori-elveket követte, azonban végül a Calvin Brainerd Cady által kidolgozott, progresszívabb irányt vette alapul. Az iskolában kezdetben csak gyerekeket oktattak, azonban később tanítóképzőként is működött. A hallgatói létszám három év múlva hatszáz fő lett, ezzel a Chicagótól nyugatra fekvő legnagyobb zenei iskola lett.
Az első, 1915-ös tanévben mozgásművészeti képzés indult, egy év múlva pedig megalakult a táncművészeti tanszék, és nyári kurzusokat is kínáltak. 1918-ban Maurice Browne és Ellen Van Volkenburg a drámatanszék munkatársai lettek; Van Volkenburg nevéhez fűződik az ország első bábszínészeti tanszékének megalapítása. 1923-tól a képzések között szerepelt az opera és a modern tánc is.
Mivel már nem a zene állt az oktatás középpontjában, az intézmény neve 1920-ban Cornish Intézet névre módosult; képzéseiket gyerekkortól főiskolás szintig kínálták. Az intézet az 1921–22-es tanévtől saját tulajdonú létesítményben (ma Kerry épület) működött. 1935-ben itt indult el az ország első főiskolai szintű rádiós képzése.
Az 1920-as években az iskola anyagi problémákkal küzdött; ugyan Anna Matvejevna Pavlova balerina felhívásának köszönhetően az adósságaikat rendezték, a nagy gazdasági világválság alatt a pénzügyi gondok visszatértek. Mivel az iskola nem tudott fejlődni, Cornish 1939-ben lemondott vezetői tisztségéről.
Az intézmény 1977-től bocsáthat ki diplomákat.

## Kampusz
A főiskola épületei Seattle Captiol Hill, Denny Triangle és Seattle Center városrészeiben találhatóak. A Capitol Hill-i, ma a Kerry nevet viselő létesítmény szerepel a történelmi helyek jegyzékében.
A Denny Triangle-i campus 2003-ban nyílt meg az 1928-ban épült William Volker épületben. 2015-ben húsz szintes létesítménnyel egészült ki, ahol lakószobák, stúdiók és tárgyalótermek is találhatóak. A Seattle Centerben található színházat a főiskola 2013 óta bérli a várostól.
A könyvtár gyűjteményében CD-k, fotók és analóg filmtekercsek is megtalálhatóak.

## Nevezetes személyek
- Aleah Chapin, festő[26]
- Brendan Fraser, színész[27]
- Catherine Harris-White, a THEESatisfaction együttes társalapítója[28]
- Heather Hart, installációs művész[29]
- Jinkx Monsoon, énekes és színész[30]
- Kumi Jamasita, szobrász[31]
- Mary Lambert, énekes-dalszerző[32]
- Merce Cunningham, táncos[33]
- Reggie Watts, humorista[34]
- Robert Joffrey, koreográfus[35]
- Terry Fox, konceptuális művész[36]

## Fordítás
- Ez a szócikk részben vagy egészben  a   Cornish College of Arts című angol Wikipédia-szócikk ezen változatának fordításán alapul.  Az eredeti cikk szerkesztőit annak laptörténete sorolja fel. Ez a jelzés csupán a megfogalmazás eredetét és a szerzői jogokat jelzi, nem szolgál a cikkben szereplő információk forrásmegjelöléseként.